# Ferrovia Bitonto-Santo Spirito
La ferrovia Bitonto-Santo Spirito era una breve linea ferroviaria concessa che collegava la città di Bitonto alla sua frazione costiera di Santo Spirito, attiva dal 1928 al 1963. Dopo la sua soppressione, parte del tracciato è stato riutilizzato dalla ferrovia Bari–Barletta.

## Storia

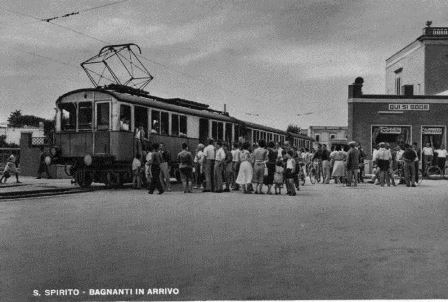
Il capolinea di Santo Spirito in una nota cartolina d'epoca

Il 19 giugno 1921 fu promulgato il regio decreto che affidava alla Società Anonima Ferroviaria (SAF) la concessione e l'esercizio di una ferrovia elettrica a 1350 V corrente continua, da realizzarsi a semplice binario e scartamento ordinario fra le località di Bitonto e Santo Spirito.
La linea, della lunghezza di 8,2 km, doveva avere una stazione terminale adiacente a quella FS di Santo Spirito, lungo la ferrovia Adriatica; era inoltre previsto un tronco di diramazione verso la spiaggia per i servizi balneari.
La linea fu inaugurata il 28 ottobre 1928.
Nel 1937 la SAF in liquidazione cedette la concessione alla Ferrotramviaria Società Anonima Italiana (poi S.p.A.), fondata dal conte avvocato Ugo Pasquini, la quale assunse anche l'esercizio della tranvia a vapore Bari - Barletta e la concessione per la costruzione e l'esercizio di una ferrovia che avrebbe sostituito quest'ultima integrandola con la Bitonto - Santo Spirito. Il progetto di tale opera fu approvato con convenzione del 5 dicembre 1925; il relativo progetto esecutivo fu approvato dal Consiglio Superiore dei Lavori Pubblici nel 1927.
La ferrovia da Bitonto a Santo Spirito rimase dunque in esercizio fino al 1963, all'indomani di un incidente avvenuto il 23 gennaio in cui un convoglio, fortunatamente vuoto, deragliò in entrata a Santo Spirito, alle spalle dell'allora Cinema Rizzi. Nonostante i numerosi bagnanti trasportati ancora nei mesi estivi, del resto, il traffico legato alla relazione era ormai scarso a causa della crescente diffusione del trasporto privato.
Il servizio fu da allora completamente sostituito dalla nuova Bari - Barletta.

## Caratteristiche
Lo sviluppo della linea era prevalentemente rettilineo; la stessa era armata con binari da 27,3 kg/m e presentava pendenze massime del 29 per mille e raggi minimi di curvatura, nelle tratte iniziale e finale, di 150 m.
Questi ultimi scendevano ad 80 m nel breve tronco S. Spirito FS - Marina, che non veniva percorso da treni merci.

### Percorso
| Unknown route-map component "exKBHFa" |

|  | Unknown route-map component "xABZg+l" | Unknown route-map component "CONTfq" |

| Unknown route-map component "eHST" |

| Unknown route-map component "eHST" |

| Unknown route-map component "CONTgq" | Unknown route-map component "ABZgr" |  |

| Unknown route-map component "CONTgq" | Unknown route-map component "xABZgr" |  |

| Unknown route-map component "exHST" |

| Unknown route-map component "dCONTgq" | Unknown route-map component "STR+r" | Unknown route-map component "exdSTR" | Unknown route-map component "+d" |

| Unknown route-map component "eSHI3gl" | Unknown route-map component "exdSHI3g+r" |  |

| Station on track | Unknown route-map component "exdDST" |  |

| One way leftward | Unknown route-map component "xdKRZu" | Unknown route-map component "CONTfq" |

| Unknown route-map component "exBHF" |

| Unknown route-map component "exKBHFe" |

## Materiale rotabile
Il materiale in dotazione alla SAF era costituito da 3 elettromotrici a carrelli di prima e terza classe classificate EL01-03 e dalle 4 rimorchiate classificate R21-22 (con 40 posti a sedere di sola terza classe), R23 (con 40 posti a sedere di sola prima classe) ed R24 (con 16 posti a sedere di prima classe e 24 di terza classe); tutto il parco venne fornito dalla Carminati & Toselli di Milano.
Dopo la soppressione della linea tutti i rotabili furono demoliti ad eccezione di una elettromotrice, il cui telaio e carrelli furono impiegati per la costruzione della locomotiva Diesel DE.01 della Ferrotramviaria, la società di gestione della Bari - Barletta.